# Le Testament d'Olympe
Le Testament d'Olympe est un roman de l'écrivaine Chantal Thomas paru en janvier 2010 aux éditions du Seuil.

## Présentation
Apolline et Ursule grandissent dans un grand dénuement et la crainte de Dieu dans la campagne bordelaise du XVIIIe siècle sous Louis XV. Ursule la rebelle préfère fuir la maison familiale tandis que sa sœur, plus soumise, entre au couvent. Elle retrouvera finalement Ursule – qui se fait appeler alors Olympe – à Paris pour recueillir ses derniers soupirs et lui avoir confié le récit de sa vie. À travers ce texte, elle suit la destinée de sa sœur qui devint la maîtresse du roi puis tombe dans une terrible disgrâce.
Le roman se présente en deux parties : d'abord le récit de la vie monotone d'Apolline puis la vie tumultueuse d'Ursule-Olympe par l'intermédiaire de son journal, construction basée sur le changement de personnage en plein milieu de l'intrigue, qui n'est pas sans rappeler Psychose. Les descriptions méticuleuses donnent du relief aux portraits et le rendu de la toile de fond historique doit beaucoup à la parfaite connaissance de l'époque que possède Chantal Thomas.